# Guyanabaardkoekoek
De Guyanabaardkoekoek (Notharchus macrorhynchos) is een vogel uit de familie Bucconidae (baardkoekoeken).

## Verspreiding en leefgebied
Deze soort komt voor in de Guiana's en noordelijk Brazilië.

## Status
De grootte van de populatie is in 2008 geschat op 0,5-5 miljoen volwassen vogels. Op de Rode lijst van de IUCN heeft deze soort de status niet bedreigd.